# أنطونيو (ممثل)
أنطونيو (بالإسبانية: Antonio Ruiz Soler) هو مصمم رقص وممثل إسباني، ولد في 4 نوفمبر 1921 في إسبانيا، وتوفي في 6 فبراير 1996 بمدريد في إسبانيا. بدأ مشواره المهني سنة 1928، ومن الجوائز التي نالها ميدالية الاستحقاق الذهبية في الفنون الجميلة (إسبانيا) سنة 1991.

## أعمال

### أفلام
- (1965) سفينة السفهاء

## جوائز
- ميدالية الاستحقاق الذهبية في الفنون الجميلة (إسبانيا) (1991)

## وصلات خارجية
- أنطونيو على موقع IMDb (الإنجليزية)
- أنطونيو على موقع أول موفي (الإنجليزية)
- أنطونيو على موقع ديسكوغز (الإنجليزية)
- أنطونيو على موقع قاعدة بيانات الفيلم (الإنجليزية)
- أنطونيو على موقع قاعدة بيانات الفيلم (الإنجليزية)
- أنطونيو على موقع كينوبويسك (الروسية)